# Jan Palouš
Jan Arnold "Koza" Palouš (České Budějovice, Imperi Austrohongarès, 25 d'octubre de 1888 - Praga, Txecoslovàquia, 25 de setembre de 1971) va ser un jugador d'hoquei sobre gel i director de cinema txecoslovac que va competir a començaments del segle xx.
El 1908 va començar a jugar a hoquei sobre gel a l'Akademicky SK. També jugà al České Sportovni i al SK Slavia Praha. Representant Bohèmia va guanyar dues medalles d'or i una de plata als Campionats d'Europa d'hoquei sobre gel. Representant Txecoslovàquia en guanyà una segona de plata.
El 1920, un cop superada la Primera Guerra Mundial, va prendre part en els Jocs Olímpics d'Anvers, on guanyà la medalla de bronze en la competició d'hoquei sobre gel. Quatre anys més tard, va disputar els primes Jocs d'hivern a Chamonix, on finalitzà en cinquena posició.
Entre 1914 i 1918 va rodar diverses pel·lícules.